# Estación de Victoria de Durango
Victoria de Durango fue una estación de trenes que se encuentra en Victoria de Durango, Durango.

## Historia
La estación se edificó sobre la línea de Ciudad Porfirio Díaz a Durango. Fue construida por el Ferrocarril Internacional Mexicano, por medio de la concesión número 40 a través de la ley del 7 de junio de 1881, la cual establecía la construcción de un ferrocarril desde la Ciudad de México hasta el Río Bravo del Norte, terminando en algún punto comprendido entre Piedras Negras y Laredo.
En 1892 llegó el primer tren procedente de Torreón y para celebrarlo se diseñó una estación ferroviaria. Tiempo después, cuando Felipe Pescador era gerente de los Ferrocarriles Nacionales de México, se inició la construcción de la nueva terminal el 3 de mayo de 1919, la cual fue inaugurada el 15 de septiembre de 1925 por el presidente Plutarco Elías Calles. El arquitecto Manuel Ortiz Monasterio se encargó de la obra.